# Моніка Педерсен
Моніка Педерсен (дан. Monika Pedersen; нар. 21 грудня 1978, Сканнерборг, Данія) — данська співачка, колишня вокалістка гуртів Sinphonia та The World State, готик-метал групи Sirenia, в яку прийшла на зміну Генрієтті Бордвік. Також як вокалістка співпрацювала з групами Mercenary, Effektor, Evil Masquerade, Manticora та Ad Noctum.

## Біографія
Моніка — одна з початкових членів групи Sinphonia, заснованої в 1998 рік у Копенгагені, в якій вона записала три альбоми. З цим матеріалом виступи мали якийсь успіх у її країні та інших північних країнах.
Після прослуховування в Норвегії в середині 2006, Педерсен була обрана третьою вокалісткою групи Sirenia. Вона брала участь у записі єдиного альбому Nine Destinies and a Downfall і знялася у двох кліпах на пісні My Mind's Eye і The Other Side. Кліпи були першими для групи, і мали добрий успіх у публіки.
Незважаючи на те, що вона досягла міжнародної популярності через участь у Sirenia, вона залишила групу через розбіжності з Мортеном Веландом 5 листопада 2007 року, лише через 9 місяців після виходу Nine Destinies and a Downfall та попереднього туру зі шведською групою Therion, який довелося скасувати через те, що Моніка мала серйозні проблеми з голосом.
Також вона співпрацювала з іншими метал-групами своєї країни — Mercenary, Efektor, Evil Masquerade, Manticora і Ad Nocturm.
На початку 2012 року вона вступила в граючий прогресивний метал гурт The World State і записала з ним міні-альбом. Однак у березні 2014 вона покинула гурт через сімейні обставини. Її місце зайняла Біна Россенвіхе.
Моніка Педерсен займається продажем картин, у лютому 2016 пройде її перша виставка спільно з Фрідою Фреєю — матір'ю Моніки, так само художницею.

## Дискографія

### З Sinphonia
- When the Tide Breaks — 2000
- The Divine Disharmony — 2002
- Silence (EP) — 2005

### З Sirenia
- Nine Destinies and a Downfall — 2007

### З The World State
- Flier (EP) — 2013

### Інші проєкти
- C Mercenary — 11 Dreams (2004)
- C Evil Masquerade — Theatrical Madness (2005)

## Відеокліпи
- «My Mind's Eye [Архівовано 18 квітня 2022 у Wayback Machine.]» (Sirenia) 2007
- «Other Side [Архівовано 18 квітня 2022 у Wayback Machine.]» (Sirenia) 2007